# 室生犀星

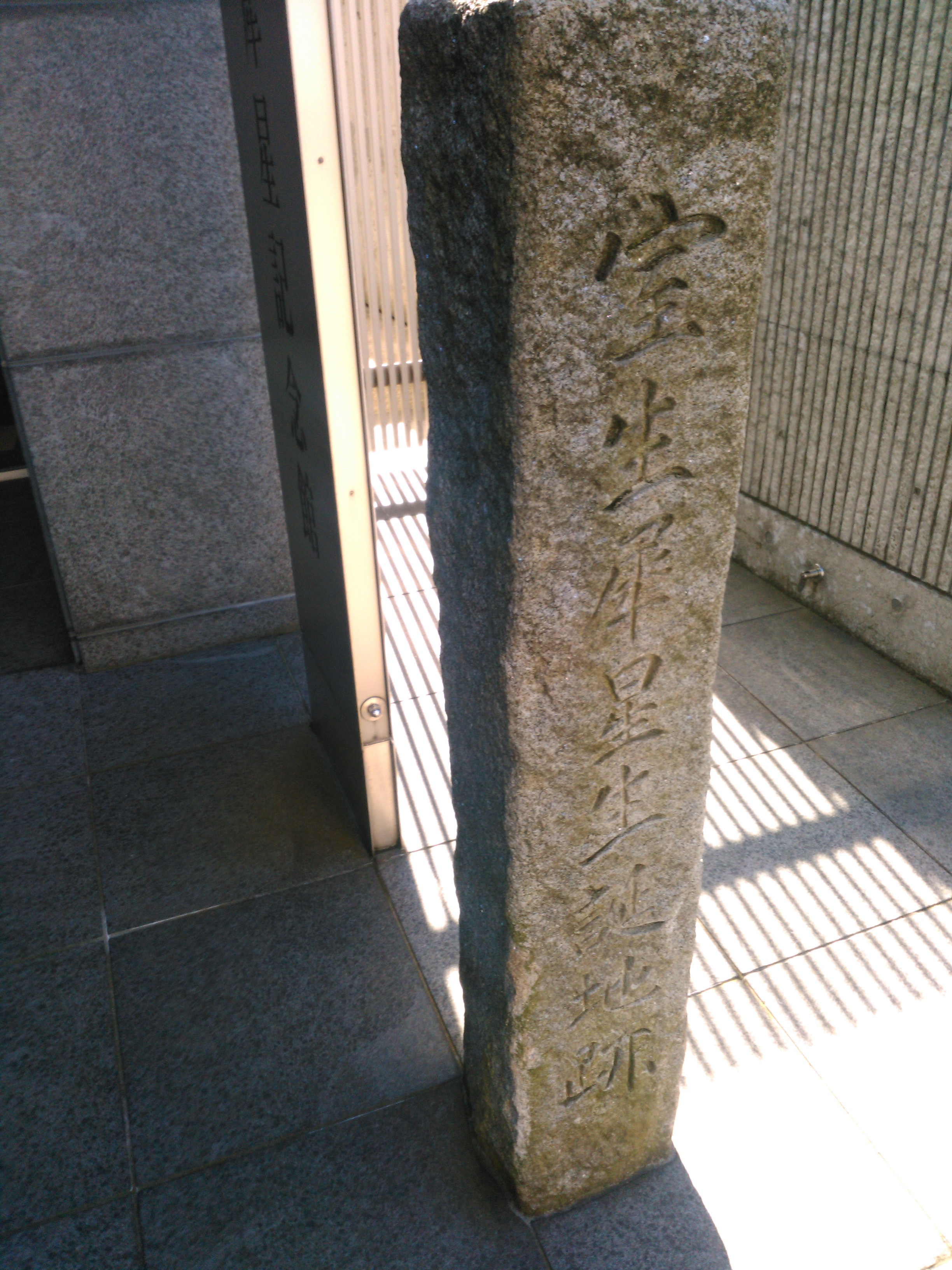
室生犀星生誕地跡石碑（室生犀星記念館・金沢市）

室生 犀星（むろう さいせい、1889年〈明治22年〉8月1日 - 1962年〈昭和37年〉3月26日）は、日本の詩人・小説家。石川県金沢市出身。本名は室生 照道（むろう てるみち）。別号に「魚眠洞」、「魚生」、「殘花」、「照文」。別筆名は「秋本 健之」。日本芸術院会員。
姓の平仮名表記は、「むろう」が一般的であるが、犀星自身が「むろう」「むろお」の両方の署名を用いていたため、現在も表記が統一されていない。室生犀星記念館は「「むろお」を正式とするが、「むろお」への変更を強制するものではない」としている。
生後すぐ養子に出され、室生姓を名乗った。養母は養育料で享楽しようとするような女で、犀星は生母の消息をついに知ることなく、貰い子たちと共同生活を送る。
1915年、萩原朔太郎・山村暮鳥らと詩誌「感情」を創刊。1918年に刊行した『愛の詩集』と『抒情小曲集』は詩壇に新風を吹き込んだ。1919年、小説「幼年時代」「性に眼覚める頃」を発表し、小説に活動の場を移した。長い沈黙のあと、1934年に「あにいもうと」を発表。第2次世界大戦後も沈黙があったが、1956年の『杏っ子』で復活をとげ、その後は小説家として名を上げた。

## 経歴
1889年（明治22年）、金沢市裏千日町に生まれる。加賀藩の足軽頭だった小畠家の小畠弥左衛門吉種と、その女中であるハルの間に私生児として生まれた。生後まもなく、生家近くの雨宝院（真言宗）住職だった室生真乗の内縁の妻、赤井ハツに引き取られ、ハツの私生児として照道の名で戸籍に登録された。住職の室生家に養子として入ったのは7歳のときであり、この時から室生照道を名乗ることになった。私生児として生まれ、実の両親の顔を見ることもなく、生まれてすぐに養子に出された生い立ちは、犀星の文学に深い影響を与えた。「お前はオカンボ（妾を意味する金沢の方言）の子だ」と蔑まれた犀星は、生みの母親についてのダブルバインド（二重束縛）を背負っていた。『犀星発句集』（1943年）に収められた
「夏の日の匹婦の腹に生まれけり」
との句は、犀星自身50歳を過ぎても、このダブルバインドを引きずっていたことを提示している。
1895年（明治28年）9月金沢市立野町尋常小学校入学。
1896年（明治29年）2月室生真乗の養嗣子となる。
1898年（明治31年）3月実父小畠吉種死去。このあと実母ハルは行方不明となる。
1899年（明治32年）3月野町尋常小学校を卒業。
1900年（明治33年）4月金沢高等小学校に入学。
1902年（明治35年）5月長町高等小学校を3年で中退し、義母の命令により、義兄真道の勤務する金沢地方裁判所に給仕として就職。海月寺の庫裏を下宿先としていた。
1903年（明治36年）頃より裁判所の上司に河越風骨、赤倉錦風といった俳人があり手ほどきを受け、文学書に親しみ始める。俳句会への出席および新聞への投句を始め、1904年（明治37年）10月8日付け『北國新聞』に初掲載。第四高等学校教授藤井乙男（紫影）が俳句欄の選者であった。この時の号は照文（てりふみ） 。その後詩、短歌などにも手を染める。
1905年（明治38年）勤務先で回覧雑誌をつくる。
1906年（明治39年）『文章世界』3月創刊号に小品の文章が初入選する。使用した号は、室生殘花。また、北國新聞その他に俳句が掲載され始める。なお、犀星を名乗ったのはこの年からである。犀星という筆名は、当時金沢で活動をしていた漢詩人の国府犀東に対抗したもので、犀川の西に生まれ育ったことからと言う。犀星が育った雨宝院は犀川左岸にあり、犀星はこの川の風情と、上流に見える山々の景色とをことの外愛した。
1907年（明治40年）『新聲』7月号に児玉花外の選により詩「さくら石斑魚に添へて」が掲載される。この頃から詩作も始める。
1908年（明治41年）5月同郷の友人である表棹影、尾山篤二郎、田辺孝次らと「北辰詩社」結成。初の小説「宗左衛門」が『新聲』8月号に掲載される。第八高等学校に転出した藤井乙男の後任大谷繞石と識る。
1909年（明治42年）1月、金石登記所に転任。2月、尼寺に下宿する。北原白秋から強い影響を受け、「かもめ」「海浜独唱」を作詩。4月表棹影病没。この頃徴兵検査を受けるが、丙種合格。9月裁判所退職。10月福井県三国町の『みくに新聞』に就職するが、社長と衝突。12月に退社し、金沢に戻る。
1910年（明治43年）1月京都旅行。藤井紫影の紹介で上田敏を訪問する。福井を経て金沢に戻り、2月金沢の『石川新聞』に入社するが、2ケ月ほどで退社。5月裁判所時代の上司であった赤倉錦風を頼り上京し、下谷根岸の赤倉家に止宿する。さらに、北原白秋、児玉花外を訪問。赤倉の薦めで、東京地方裁判所の地下室での裁判関係の筆耕に通う。7月本郷根津片町で下宿開始。このあと谷中三崎町、千駄木林町などを移り住む。
1911年（明治44年）7月生活上の困苦と夏の暑さのため帰郷。10月再び上京し、駒込千駄木町に下宿。その後は、幾度も帰郷・上京をくりかえす。
1912年（明治45年）1月北原白秋を訪問する。7月帰郷。北原白秋や『スバル』の発行編集人江南文三あて詩を送付。「青き魚を釣る人」ほかが『スバル』10月号に掲載される。1912年（大正元年）12月、尾山篤二郎が金沢で創刊した雑誌『樹蔭』に参加する。
1913年（大正2年）2月、半年ぶりに上京し、根津神社裏に下宿。藤澤淸造、安野助太郎、廣川松五郎らと交流し、佐藤春夫、山村暮鳥を知る。一方で、北原白秋に認められ白秋主宰の詩集『朱欒（ざんぼあ）』に寄稿し、1月の創刊号から第5号廃刊まで毎号掲載される。ほかに『詩歌』、『創作』、『秀才文壇』、『女子文壇』にも詩を発表する。なお、同年春に『朱欒』掲載の抒情詩に感激した未知の萩原朔太郎から手紙を受け取り、終生の親交をもつ。夏から秋にかけて郷里に滞在。11月上京。12月『女子文壇』の編集を引き受けるも1ケ月でやめる。
1914年（大正3年）2月前橋に萩原朔太郎を訪ね、利根河畔の旅館一明館に3月8日まで滞在する。このとき聖書を読む。前橋より上京。4月尾山篤二郎と「北辰詩社」を復活させ、詩と短歌を有料で添削指導する。この頃、恩地孝四郎と識る。また高村光太郎を訪問する。5月頃、尾山と共著詩歌集『靑き甕』を企画する。6月萩原と山村暮鳥とともに「人魚詩社」を結成する。8月帰郷。9月創造社刊行の『創造』に掲載した「急行列車」が原因となり該当誌が発売禁止となる。同月雑誌『地上巡禮』が創刊され、発行元の巡禮詩社の社友となる。同月雑誌『異端』が創刊され、同人となる。11月自宅である金沢市千日町に「詩の會」を設立し、有料で詩の添削を始める。この頃、『詩歌』、『創作』、『風景』、『アララギ』、『異端』、『地上巡禮』などに詩を発表する。
1915年（大正4年）1月金沢で『遍路』が創刊され、詩の選者となる。3月山村、萩原と『卓上噴水』を創刊して、編集を担当するが、第3号で廃刊となる。4月多田不二と識る。5月8日萩原を金沢に迎え、17日まで滞在。多田、小畠貞一らと歓待する。5月上京し、本郷千駄木町に下宿する。萩原の紹介で、竹村俊郎を知る。また、北原らと交遊する。この頃、『詩歌』、『地上巡禮』、『遍路』、『處女國』、『ARS』、『秀才文壇』、『創造』、『卓上噴水』などに詩および感想文を発表する。10月、前橋に萩原を訪問する。
1916年（大正5年）には、トルストイ、ドストエフスキーの作品を読む。4月山村の編集により雑誌『LE PRISME』創刊。室生が発行名義人となる。6月萩原とともに「感情詩社」を設立し、同人誌『感情』を創刊。再び共同主宰し、室生も編集運営に当たる。7月田端の沢田方へ「感情詩社」とともに移転し、『感情』第2号、第3号を「抒情小曲集」として特集、金石時代以来の詩60篇を掲載。9月「抒情小曲集」に感激した谷崎潤一郎が来訪。また、佐藤惣之助、百田宗治ら多数の詩人と知り合う。11月『文章世界』の「詩壇九人集」に参加する。
1917年（大正6年）1月メエゾン鴻の巣での各グループ詩人懇談会に出席。2月萩原の詩集『月に吠える』が出版されるが、発売禁止問題が起こり、室生が警視庁に出頭する。雑誌『感情』で「室生犀星特集號」を特集。3月南葛飾の北原白秋を訪問。5月群馬県梨木鉱泉へ行く。帰路、萩原と伊香保温泉に谷崎潤一郎を訪問。7月下旬熱病罹患し数日間病臥。8月養父重病のため帰郷。看護してのち帰京。この頃、近所に越してきた北原白秋と頻繁に往来。9月23日養父真乗死去。家督を継ぎ寺院および家財を整理する。このあいだに、文通交際中であった浅川とみ子（実名とめ）と婚約。10月初旬帰京。11月「詩話會」が設立され、会員となる。
1918年（大正7年）1月1日第一詩集『愛の詩集』を感情詩社より自費出版。日夏耿之介詩集の「転身の頌の會」に出席し、芥川龍之介、福士幸次郎と識る。月末帰郷。2月13日生家小畠家にて浅川とみ子と結婚式を挙げ、まず新妻を置いて上京、月末とみ子も上京し、田端の沢田方に新居を持つ。散文、評論の執筆を積極的に始める。4月『新らしい詩とその作り方』を刊行。9月『抒情小曲集』を感情詩社から自費出版。亡父一周忌法要に帰郷。10月詩話會委員となる。
1919年（大正8年）には中央公論に『幼年時代』、『性に眼覚める頃』等を掲載し、注文が来る作家になっていた。この年、2月「詩話會」発行の年刊詩集『日本詩集』編集委員に就任。5月『第二愛の詩集』を刊行。6月10日に『愛の詩集』出版記念会が本郷燕樂軒で開催されて、北原、芥川、加能作次郎ら32名が出席した。10月田端571番地に転居。11月、雑誌『感情』が32号で終刊となる。
1920年（大正9年）『中央公論』、『新潮』、『雄辯』、『文章世界』、『改造』、『文章倶楽部』、『太陽』、『解放』などに30篇以上の小説を執筆。1月小説集『性に眼覺める頃』刊行。これは最初の小説集となった。2月『感情同人詩集』を編集発行。4月、『中央公論』に「結婚者の手記」を発表し、3月に単行本として刊行。同月、初の新聞小説である「海の僧院」を39回『報知新聞』に連載。また、『雄辯』に発表した「蒼白き巣窟」が部分削除処分となる。4月「美しき氷河」、6月「古き毒草園」を『中央公論』に発表。5月約半月の間帰郷。この頃から魚眠洞、魚生と号する。8月詩集『寂しき都會』刊行。9月「香爐を盗む」を『中央公論』に発表。11月短篇集『蒼白き巣窟』刊行。
1921年（大正10年）40篇以上の小説を執筆。このうち7回は『中央公論』への掲載。1月号「おれん」、3月号「萬華鏡」、4月号「影絵のごとく」、6月号「芋掘藤五郎」、都市と田園号「植物物語」、四百号記念号(秋季大附録号)「孔雀と痴人」、12月号「お小姓兒太郞ほか二篇」。2月短篇集『古き毒草園』刊行。3月短篇集『香爐を盗む』刊行。3月から4月にかけて「蝙蝠」33回を『大阪毎日新聞』、『東京日日新聞』に連載。5月長男豹太郎誕生。6月短篇集『鯉』、短篇集『美しき氷河』刊行。同月、伊香保温泉に遊び、帰途前橋に萩原を訪問。7月「金色の蠅」を『報知新聞』に連載。8月上旬萩原と赤倉温泉に遊ぶ。同月「詩話會」委員となる。9月短篇集『蝙蝠』刊行。
1922年（大正11年）小説も詩も多作。2月詩集『星より來れる者』刊行。3月『室生犀星詩選』刊行。同月千家元麿らと詩誌『嵐』を創刊。6月詩集『田舎の花』刊行。同月24日長男死去。同月中篇小説『走馬燈』刊行。7月夫人と湯ヶ島温泉に萩原を訪ね、同道して北原白秋を訪問。11月短篇集『幼年時代』刊行。12月亡児追悼の作品集『忘春詩集』刊行。
1923年（大正12年）1月短篇集『萬花鏡』刊行。4月詩集『青き魚を釣る人 抒情小曲』刊行。7月アルス社より『抒情小曲集』を再び刊行。8月27日長女朝子誕生。9月1日関東大震災罹災。10月1日一家で金沢に転居し、池田町を経て上本多町川御亭に住む。12月川岸町に転居。この年、中野重治、堀辰雄を知る。
1924年（大正13年）大阪の文化社が3月『肉の記録』を、大阪の萬有社が4月『肉を求むる者』をそれぞれ無断出版したことを知り、6月訴訟のため上京。この月萬有社より『彼等に』が刊行される。同月号『新潮』に「山河老ゆる」を発表。なお、このあいだ5月に芥川を金沢に迎える。7月、堀辰雄を金沢に迎える。9月詩文集『高麗の花』刊行。
1925年（大正14年）1月金沢より上京し、田端613番地に仮寓する。2月田端608番地に移り、家族を迎える。3月童話集『翡翠』刊行。4月田端523番地に転居。5月初旬、詩話會同人と湯ヶ島方面に遊ぶ。6月初の随筆集『魚眠洞随筆』刊行。この年、堀、中野、窪川鶴次郎、西沢隆二、宮木喜久雄、太田辰雄らの若い詩人や栗田三蔵らが来訪。近所に移ってきた萩原と頻繁に往来。
1926年（大正15年）4月下旬、詩話會同人と伊豆方面に遊ぶ。中野重治、堀辰雄、窪川鶴次郎らによる同人雑誌『驢馬』の創刊を後援する。6月小曲集『野いばら』刊行。9月次男朝巳誕生。10月詩話會解散に当り、声明書に署名。この年、秋本健之の筆名で『日本詩人』などに詩を発表。德田秋聲を知る。
1927年（昭和2年）1月、この月より『驢馬』同人との「パイプの會」、德田秋聲を囲む「二日會」に出席し始める。5月萩原その他の人々と『昭和詩選』の編集に当たる。6月詩集『故郷圖繪集』、随筆集『庭を造る人』刊行。12月「詩人協會」設立の発起人となる。この年芭蕉に関する散文を『文藝春秋』、『サンデー毎日』などに発表。この年俳句、短歌の発表多し。
1928年（昭和3年）1月『愛の詩集』第三版刊行。詩人協會創立総会に出席し、評議員となる。3月日本文芸家協會寄託による第2回文藝賞（「渡辺賞」）受賞。4月末養母赤井ハツ死去し、金沢に戻る。5月評論集『芭蕉襍記』刊行。6月田端の家を引き払い軽井沢で避暑。さらに9月軽井沢より金沢に移る。池田町に仮寓し、山田屋小路に移る。同月、詩集『鶴』刊行。11月上京し、大森谷中に移る。この年文芸時評、映画時評の発表多し。
1929年（昭和4年）2月随筆集『天馬の脚』刊行。4月初の句集『魚眠洞發句集』を刊行。5月帰郷。7月改造文庫で『新選室生犀星集』刊行。9月春陽堂から『芥川龍之介・室生犀星篇』（明治大正文学全集第45巻）刊行。11月第一書房から萩原朔太郎編による『室生犀星詩集』刊行。12月旧『驢馬』同人懇親会。同月、改造文庫『室生犀星詩集』刊行。なお、この年改造8月号「浮気な文明」、文藝春秋9、10月号「私の白い牙」などで近代的手法による表現を試みた。
1930年（昭和5年）5月生田春月自殺。追悼のための合同詩文集『海図』に寄稿。同月短篇集『生ひ立ちの記』刊行。6月詩集『鳥雀集』刊行。9月随筆集『庭と木』刊行。10月改造社から『久保田万太郎・長与善郎・室生犀星集』（現代日本文学全集第44篇）刊行。この年の前後に山崎泰雄、津村信夫、衣巻省三、乾直恵、伊藤新吉、立原道造らを知る。
1931年（昭和6年）6月から8月にかけて『都新聞』に芥川をモデルとした「靑い猿」を連載。7月軽井沢に別荘建築。
1932年（昭和7年）3月長篇『靑い猿』刊行。4月大森区馬込町東に新築転居。明治大学に講師として招かれるも、講義1回で中止となった。9月随筆集『犀星随筆』刊行。また詩集『鐵集』を刊行し、これを自ら「最後の詩集」と称した。
1933年（昭和8年）2月詩集『十九春詩集』刊行。8月「ハト」を『中央公論』に、「哀猿記」を『改造』に発表。11月随筆集『茱萸の酒』刊行。12月京都放送局で講演放送する。
かつて1920年からしばらく小説の第1次の多作期があり、さらに1930年代に入り第2次の多作期となり、
1934年（昭和9年）には、「あにいもうと」を中心にいわゆる「市井鬼もの」を書き始めた。1月「文藝懇話會」設立、会員となる。4月「鶴千代」（のちに「山犬」と改題）を『新潮』に発表。5月「洞庭記」を『中央公論』に発表、『鉛筆詩集』を含む随筆集『文藝林泉』刊行。7月「醫王山」を『改造』に、「あにいもうと」を『文藝春秋』に発表。『文藝』8月号に「詩よ君とお別れする」を発表し詩との訣別を宣言したが、実際にはその後も多くの詩作を行っている。9月「神かをんなか」を『文藝』に「チンドン世界」を『中央公論』に発表。同月、別版『抒情小曲集』刊行。11月「神々のへど」（のちに「續あにいもうと」と改題）を『文藝春秋』に発表。
1935年（昭和10年）1月短篇集『神々のへど』刊行。自伝小説「弄獅子」を『早稲田文學』に1月号より6回、「女の圖」を『改造』その他に5回にわたり分載、その他「悪い魂」を『文藝』1月号に、「会社の圖」を『新潮』2月号に、「笄蛭圖」を『文藝春秋』4月号に発表。2月随筆『慈眼山随筆』、短篇集『哀猿記』刊行。3月創設された 旧・芥川賞選考委員となる。6月評論「復讐の文學」を『改造』に発表し、反響を呼ぶ。同月短篇集『女ノ圖』刊行。同月『犀星發句集』刊行。7月「あにいもうと」で第1回文藝懇話會賞を受賞。8月23日より「聖處女」を『朝日新聞』に12月25日完結で78回連載。9月『随筆文學 犀星随筆集』刊行。12月長篇『復讐』（「人間街」を改題）刊行。
1936年（昭和11年）1月「文藝懇話會」の機関誌『文藝懇話會』発刊。編集同人に参加。2月長篇『聖處女』、詩集『十返花』刊行。「龍宮の掏児」を『文藝春秋』3月号に発表。4月随筆集『薔薇の羹』刊行。6月純粹小説『弄獅子』刊行。6月随筆集『印刷庭苑』刊行。8月「あにいもうと」が木村荘十二監督、ピー・シー・エル映画製作所製作、東宝配給で映画化され封切。9月非凡閣より『室生犀星全集』刊行開始。10月「詩歌懇話會」設立。会員となる。
1937年（昭和12年）「女の一生」を紫式部學會出版の「趣味と教養、研究と教養」の雑誌『むらさき』2月号より19回連載する。4月中旬から5月初旬にかけて朝日新聞の依嘱により、満州旅行。大連、奉天、哈爾濱、朝鮮を経て帰国し、京都に滞在してから帰京。5月『室生犀星篇』（現代長篇小説全集第4巻）刊行。7月より、立原道造が室生邸の軽井沢避暑中の留守を預かり、ここから勤務先に通い始める。9月随筆集『駱駝行』刊行。10月10日より長篇「大陸の琴」を61回にわたり『東京朝日新聞』に連載。
1938年（昭和13年）1月新潮文庫より『あにいもうと』刊行。2月『大陸の琴』刊行。「波折」を『中央公論』2月号に発表。5月「詩人懇話會」設立され、会員となる。同月『室生犀星文學讀本・春夏の巻』刊行。7月春陽堂文庫で『犀星短篇集』刊行。9月長篇『女の一生』刊行。同月、自伝小説『作家の手記』刊行。11月『室生犀星文學讀本・秋冬の巻』刊行。同月新潮文庫から『室生犀星詩選集』刊行。同月、とみ子夫人が脳溢血に倒れる。以後、半ば身体の自由を失う。
1939年（昭和14年）3月短篇集『波折』刊行。また、解散されていた「詩歌懇話會」の基金を引き継いで「詩人賞委員會」が設立され、同月その委員に就任。4月より第1回「詩人賞」授賞をめぐり雑誌『改造』誌上で北原白秋と論争になる。同月作品文庫で随筆集『あやめ文章』刊行。9月から翌年にかけて、讀賣俳壇の選者担当。10月短篇集『つくしこひしの歌』刊行。10月初旬萩原とともに講演のため水戸へ赴く。10月から12月にかけて、「よきひと」14回を『週刊朝日』に連載。
1940年（昭和15年）3月長篇『よきひと』刊行。5月短篇集『乳房哀記』刊行。6月短篇集『美しからざれば哀しからんに』刊行。9月随筆集『此君』刊行。12月短篇集『戰死』刊行。『婦人之友』11月号に初の王朝小説「荻吹く歌」を発表。
1941年（昭和16年）『婦人之友』1月号に「遠つ江」を発表。3月短篇集『信濃の歌』刊行。4月『戰死』により第3回菊池寛賞受賞。同月長篇『戰へる女』刊行。『新女苑』5月号から「泥雀の歌」を10回連載。7月短篇集『蝶・故山』刊行。8月随筆集『花霙』刊行。9月短篇集『王朝』刊行。12月短篇集『甚吉記』刊行。同月「哈爾浜詩選」を含む自選作品集『定本室生犀星詩集』刊行。12月胃痛を覚える。
抒情小曲集の「ふるさとは遠きにありて思ふもの/そして悲しくうたふもの/よしや/うらぶれて異土（いど）の乞食（かたい）となるとても/帰るところにあるまじや」の詩句が有名である。この句の通り、文壇に盛名を得た1941年が最後の帰郷となり、以後は代わりに犀川の写真を貼って故郷を偲んでいたという。
1942年（昭和17年）「えにしあらば」を『中央公論』3月号に発表。4月、胃潰瘍のため本所横網の同愛病院に20日あまり入院。4月童話集『鮎吉・船吉・春吉』刊行。5月11日、萩原朔太郎死去。同月自伝小説『泥雀の歌』刊行。6月より『萩原朔太郎全集』編集。6月短篇集『筑紫日記』刊行。同月短篇集『蟲寺抄』刊行。7月短篇集『乙女抄』刊行。夏の間、萩原朔太郎、佐藤惣之助の2人の亡友を追悼する長篇「我友」を執筆。12月短篇集『瞼のひと』刊行。同月随筆集『殘雪』刊行。
1943年（昭和18年）1月短篇集『木洩日』刊行。童話集『三吉物語』、『山の動物』刊行。3月短篇集『萩の帖』刊行。同月『佐藤惣之助全集』全2巻を編集。4月および7月に『芥川龍之介の人と作』上巻、下巻を刊行。6月随筆集『日本の庭』刊行。7月詩集『美以久佐』、長篇『我友』（のちに『名木』と改題）刊行。8月詩集『いにしへ』刊行。同月『犀星発句集』刊行。9月少年向け詩集『動物詩集』刊行。12月詩集『日本美論』（のちに『夕映梅花』と改題）刊行。同月短篇集『神國』刊行。
1944年（昭和19年）3月から4月にかけて『中部日日新聞』に「山吹」38回を連載。3月小説集『餘花』刊行。一家で軽井沢に疎開し、1949年（昭和24年）まで住む。
1945年（昭和20年）7月次男朝巳が金沢第九師団に入隊。8月終戦。9月次男除隊帰宅。10月長篇『山吹』刊行。
戦後は小説家としてその地位を確立、多くの作品を生んだ。
1946年（昭和21年）1月『人間』創刊号に詩を発表。同月随筆集『信濃山中』刊行。2月『山ざと集』刊行。8月『童話三吉ものがたり 附動物詩集』刊行。この年、さらに『潮流』、『別冊文藝春秋』、『東京新聞』、『光』、『婦人公論』、『高原』、『蝋人形』、『子供の広場』などに詩を発表。また『文藝春秋』、『新小説』、『新女苑』、『群像』、『新生』などに小説を発表。
1947年（昭和22年）1月短篇集『玉章』刊行。『新女苑』1月号より「みえ」を12回連載。2月詩集『旅びと』刊行。3月短篇集『山鳥集』刊行。10月短篇集『世界』刊行。同月詩集『逢ひぬれば』刊行。『群像』10月号に「祭服」を発表。
1948年（昭和23年）3月童話集『オランダとけいとが』刊行。4月長篇『みえ』刊行。同月短篇集『童女菩薩』刊行。5月アテネ文庫より自伝小説『童笛を吹けども』刊行。6月4日「唇もさびしく」（のちに「宿なしまり子」と改題）を『北海道新聞』、『西日本新聞』に70回連載。10月短篇集『氷った女』刊行。11月日本藝術院会員となる。同月童話集『五つの城』刊行。同月長女朝子結婚。
1949年（昭和24年）9月軽井沢での疎開生活を終えて帰京し、再度大森馬込に住む。6月自伝小説『室生犀星』刊行。8月随筆集『泥孔雀』刊行。また「消えたひとみ」を『群像』8月号に発表。
1950年（昭和25年）「奥医王」を『風雪』4月号に、「俗調『膝』悲曲」を『文學界』5月号に、「刀身」を『群像』7月号に発表。
1951年（昭和26年）「餓人伝」を『文學界』3月号に発表。8月『萩原朔太郎全集』刊行に際し、編集企画を担当する。「誰が屋根の下」を『改造』9月号に発表。9月新潮文庫『室生犀星詩集』刊行。
1952年（昭和27年）2月、水谷八重子らにより『あにいもうと』が大阪歌舞伎座で上演される。「黒髪の宿」を『中央公論』5月号に、「野に臥す者」を『小説公園』12月号に発表。
1953年（昭和28年）1月長女、夫と別居し室生家に戻る。「お天気博士」を『群像』1月号に、「貝殻川」を『文學界』4月号に、「生涯の垣根」を『新潮』8月号に発表。
1954年（昭和29年）1月川島胃腸病院に1ケ月以上入院。退院後、自宅にて静養。「鞄（ボストン・バッグ）」を『新潮』1月号に発表。入院生活に取材した「黄と灰色の問答」を『群像』4月号に発表。5月に『性に眼覚める頃』が『麥笛』と改題されて豊田四郎監督東宝配給にて映画化される。「蝶紋白」を『文藝』6月号に発表。同月、角川書店『昭和文学全集 佐藤春夫・室生犀星集』刊行。「妙齢失はず」を『婦人朝日』8月号より17回連載。12月夫と別居中であった長女、協議離婚のうえ室生家に復籍。
1955年（昭和30年）随筆「女ひと」を『新潮』1月号より6回連載。2月短篇集『黒髪の書』刊行。「ワシリイの死と二十人の少女達」を『文藝』7月号に発表。8月筑摩書房から『現代日本文学全集第27巻 菊池寛・室生犀星集』刊行。10月随筆集『女ひと』刊行。「めたん子傳」を『文學界』10月号に発表。「横着の苦痛」を『文藝』10月号に発表。
1956年（昭和31年）1月短篇集『少女野面』刊行。「舌を噛み切った女」を『新潮』1月号に発表。2月短篇集『舌を噛み切った女』刊行。3月長篇『妙齢失はず』刊行。同月随筆集『續女ひと』刊行。「三人の女」を『週刊新潮』5月1日号より15回連載。5月、『舌を噛み切った女』が菊五郎劇団により歌舞伎座で上演される。9月長篇『三人の女』刊行。10月随筆集『誰が屋根の下』刊行。「陶古の女人」を『群像』10月号に発表。「鴉」を『婦人朝日』11月号に発表。11月19日から「杏っ子」271回を『東京新聞』に連載。12月短篇集『陶古の女人』刊行。
1957年（昭和32年）「夕映えの男」を『婦人公論』1月号に発表。「つゆくさ」を『文藝春秋』6月号に発表。6月短篇集『夕映えの男』刊行。7月詩集『哈爾浜詩集』刊行。「遠めがねの春」を『新潮』8月号に発表。10月長篇『杏っ子』を刊行。「名もなき女」を『小説新潮』11月号に発表。
娘朝子をモデルとした半自叙伝的な長編『杏っ子』その他の業績により、
1958年（昭和33年）1月に昭和32年度第9回読売文学賞を受賞。「わが愛する詩人の伝記」を『婦人公論』1月号より12回連載。2月随筆集『刈藻』刊行。3月短篇集『つゆくさ』刊行。「黄色い船」を『中央公論』5月号に発表。5月『杏っ子』が成瀬巳喜男監督、東宝配給で映画化。「二十歳の燦爛」を『別冊小説新潮』7月号に発表。「かげろふの日記遺文」を『婦人之友』7月号より13回連載。9月『山吹』が菊五郎劇団により歌舞伎座で上演される。「歯の生涯」を『それいゆ』10月号に発表。11月から新潮社『室生犀星作品集』を全12巻で刊行開始。12月『我が愛する詩人の伝記』（なお、佐藤惣之助の遺族の抗議により該当項目削除）刊行。
1959年（昭和34年）「蜜のあはれ」を『新潮』1月号より4回連載。「生きるための橋」を『群像』1月号に発表。3月次男朝巳結婚。同月定本自筆本句集『遠野集』刊行。「借金の神秘」を『小説新潮』4月号に発表。5月短篇集『生きるための橋』刊行。同月随筆集『硝子の女』刊行。同月『平安遷都』（河出書房現代人の日本史第4巻）刊行。同月古稀にあたって日本文芸家協会より祝辞、記念品を贈られ、名誉会員となる。その詩業に対して現代詩人会より感謝状と記念品とを贈られる。「衢のながれ」を『中央公論』6月号に発表。「なやめる森」を『新潮』8月号に発表。8月詩集『昨日いらっしって下さい』刊行。「火の魚」を『群像』10月号に発表。10月長篇『蜜のあはれ』刊行。10月18日妻とみ子死去。前年1957年12月刊行の評論『わが愛する詩人の伝記』で11月に第13回毎日出版文化賞を受賞。同年11月に刊行された、古典を基にした長篇『かげろふの日記遺文』により、同年12月、第12回野間文芸賞を受賞した。なお、同賞祝賀会の席上で、この賞金を基にした室生犀星詩人賞の創設、「犀星文学碑」の建立、『室生とみ子遺稿句集』の刊行の企画が発表され、このうち詩人賞は翌1960年（昭和35年）年12月に第1回授賞が滝口雅子『青い馬』、『鋼鉄の足』に対して行われた。
1960年（昭和35年）「黄金の針」を『婦人公論』1月号より12回連載。「告ぐるうた」を『群像』1月号より6回連載。3月短篇集『火の魚』刊行。同月、『かげろふの日記遺文』菊五郎劇団により歌舞伎座で上演される。「字をぬすむ男」を『小説新潮』4月号に発表。5月、旧「驢馬」同人を中心に「驢馬の会」が生れて第1回の集いあり。7月長篇『告ぐるうた』刊行。「怒れる三本の鉤（のちに「三本の鉤」と改題）を『新潮』9月号に発表。9月随筆集『生きたきものを』刊行。「我が草の記」を『群像』10月号に発表。10月『新潮社日本文学全集第24巻 室生犀星集』刊行。「帆の世界」を『小説新潮』12月号に発表。12月短篇集『二面の人』刊行。
1961年（昭和36年）1月「タールの沼」を『新潮』1月号に、4月『黄金の針』刊行。「簪マチ子」を『別冊文藝春秋』6月号に発表。「渚」を『群像』7月号に発表。「はるあはれ」を『新潮』7月号に発表。7月短篇集『草・簪・沼』刊行。夏、軽井沢にあって身体不調。9月肺炎で臥床する。「末野女」を『小説新潮』9月号に発表。10月港区虎の門病院に検査入院。11月退院。同月、「私の履歴書」を『日本経済新聞』に掲載。同月『講談社日本現代文学全集第61巻 室生犀星集』刊行。12月第2回「室生犀星詩人賞」を富岡多恵子、辻井喬に贈る。
1962年（昭和37年）、「明治の思ひ」を『小説新潮』1月号に発表。「われはうたへどやぶれかぶれ」を『新潮』2月号に発表。2月小説『はるあはれ』刊行。2月25日に書かれ『婦人之友』4月号に掲載された「老いたるえびのうた」が絶筆となる。3月1日虎の門病院入院。19日より意識不明。肺癌のため虎の門病院で死去。従四位に叙せられ勲三等瑞宝章を贈られる。28日密葬、29日青山葬儀場にて無宗教による葬儀。葬儀委員長中野重治。
1962年（昭和37年）5月金沢市中川除町に文学碑建立。10月18日、金沢郊外の野田山墓地に埋葬された。「犀星忌」は3月26日。生前刊行された単行本は、260冊に及ぶ。犀川大橋から桜橋までの両岸の道路は「犀星のみち」と呼ばれる。

## 全集
- 室生犀星全集 （全13巻別巻1 非凡閣 1936年-1937年）
- 室生犀星作品集 （全12巻 新潮社 1958年-1960年）
- 室生犀星全集 （全12巻・別巻2 新潮社 1964-68年）
- 室生犀星未刊行作品集（全6巻 三弥井書店 1986-90年）
- 室生犀星童話全集 （全3巻 創林社 1978年）
- 詩歌は「全詩集」が筑摩書房（限定版と普及版で全1巻、1962年）と、冬樹社（全3巻、1978年）で出版。
- 室生犀星全王朝物語（上下巻、作品社、1982年）
- 室生犀星句集 魚眼洞全句（北国出版社、1977年）
いずれも娘・室生朝子編、いくつかの「詩集」を編み「晩年の父犀星」をはじめ多数の関連著作を刊行した。

## 作品

室生犀星の像（金沢市）

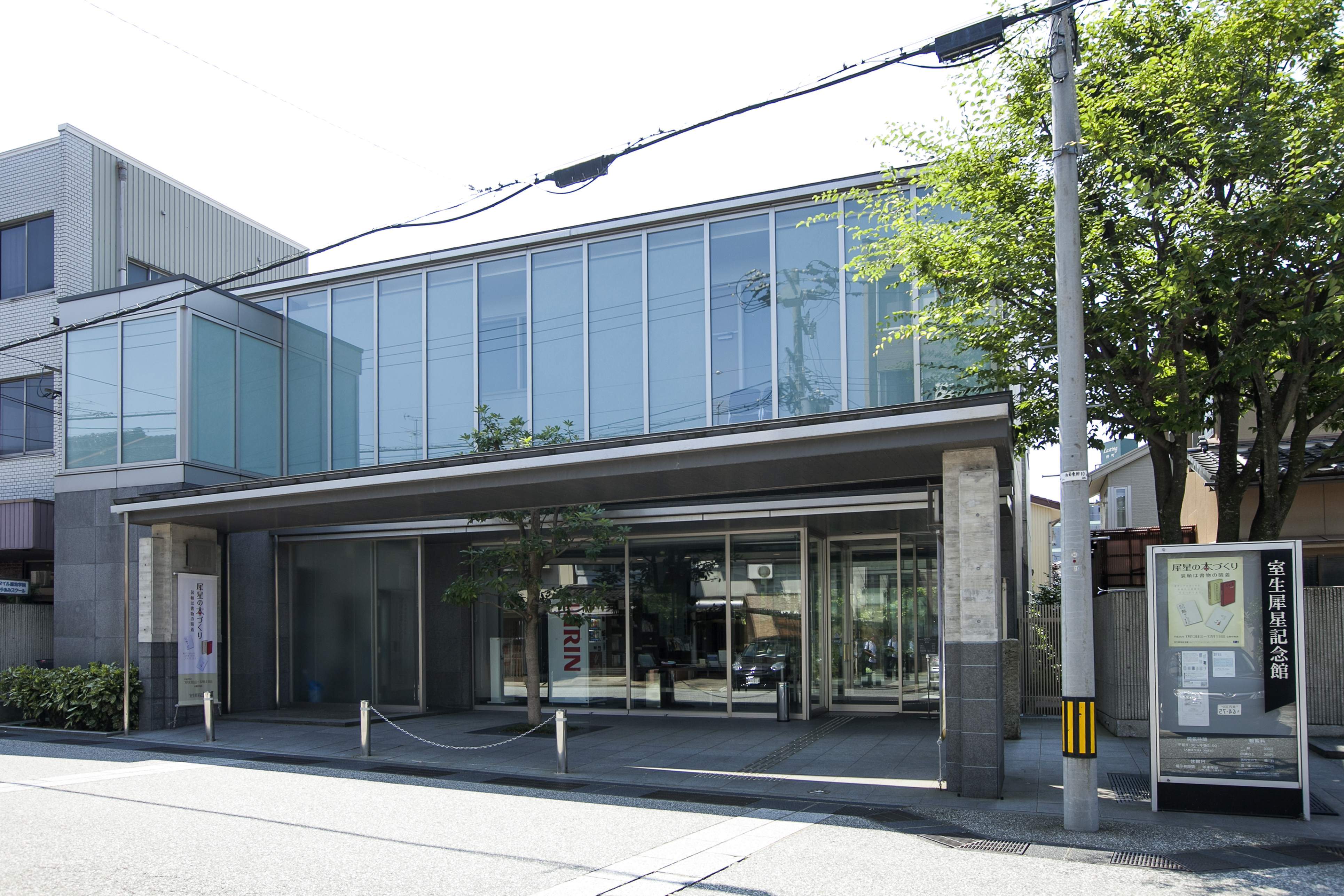
室生犀星記念館（金沢市）

### 詩集
- 『愛の詩集 第一詩集』感情詩社、1918年 のち角川文庫
- 『抒情小曲集 第2詩集』感情詩社、1918年
- 『第二愛の詩集 第四詩集』文武堂書店、1919年
- 『寂しき都会』聚英閣、1920年
- 『星より来れる者』大鐙閣、1922年
- 『田舎の花』新潮社、1922年
- 『忘春詩集』京文社、1922年
- 『青き魚を釣る人 抒情小曲』アルス、1923年
- 『高麗の花 詩文集』新潮社、1924年
- 『故郷圖繪集』椎の木社、1927年
- 『鶴』素人社書店、1928年
- 『魚眠洞発句集』武蔵野書院、1929年
- 『鳥雀集 拾遺抒情詩』第一書房、1930年
- 『鐵(くろがね)集』椎の木社、1932年
- 『十九春詩集』椎の木社、1933年
- 『犀星発句集』野田書房 1935年
- 『十返花 詩歌集』新陽社 1936年
- 『泥雀の歌』実業之日本社 1942年
- 鉛筆詩集（単行本なし）
- 『美以久佐(みいくさ)』千歳書房、1943年
- 『詩集 いにしへ』一條書房、1943年
- 『動物詩集』日本繪雑誌社、1943年
- 『日本美論』昭森社、1943年 - 戦後に『夕映梅花』と改題され再刊
- 『山ざと集』生活社、1946年
- 『信濃山中』全国書房、1946年
- 『旅びと』臼井書房、1947年
- 『逢ひぬれば』富岳本社 1947
- 『室生犀星詩集』自選 岩波文庫、1955年 他に新潮文庫・ハルキ文庫で刊
- 『哈爾濵詩集』冬至書房 1957年
- 『遠野集 定本犀星句集』五月書房 1959年
- 『女ご(をみなご)のための最後の詩集』（単行本なし、『続女ひと』所収）
- 『昨日いらつしつて下さい』五月書房 1959年（『女ごのための最後の詩集』での増補作）
- 『晩年』（『昨日いらつしつて下さい』以降の作品群。単行本未収録。筑摩版『室生犀星全詩集』に収録）
- 『室生犀星全詩集』筑摩書房 1962年

### 小説
- 『或る少女の死まで』1919年
- 『結婚者の手記 あるひは「宇宙の一部」』新潮社、1920年
- 『性に眼覚める頃』新潮社、1920年 のち角川文庫、新潮文庫
- 『蒼白き巣窟』新潮社、1920年
- 『鯉』春陽堂、1921年
- 『古き毒草園』隆文館、1921年
- 『蝙蝠』隆文館、1921年
- 『香炉を盗む』隆文館、1921年
- 『美しき氷河』新潮社、1921年
- 『幼年時代』金星堂、1922年 のち旺文社文庫
- 『走馬灯』新潮社、1922年
- 『万花鏡』京文社、1923年
- 『肉の記録』文化社 1924年
- 『翡翠』寳文館、1925年
- 『青い猿』春陽堂、1932年
- 『神々のへど』山本書店、1935年 - 普及再版で改題『兄いもうと』（「あにいもうと」が映画・ドラマ化）
- 『女ノ図』竹村書房、1935年
- 『哀猿記』民族社、1935年
- 『弄獅子』有光社（純粋小説全集 第8巻）、1936年
- 『聖処女』新潮社 1936年 のち角川文庫
- 『女の一生』むらさき出版部、1938年
- 『大陸の琴』新潮社、1938年
- 『つくしこひしの歌』実業之日本社、1939年
- 『波折』（小説集）竹村書房、1939年
- 『乳房哀記』鱒書房、1940年
- 『戦死』（小説集）小山書店、1940年
- 『王朝』実業之日本社、1941年
- 『戦へる女』明石書房、1941年
- 『蝶・故山』桜井書店、1941年
- 『甚吉記』愛宕書房、1941年
- 『鮎吉船吉春吉』小学館、1942年
- 『瞼のひと』偕成社、1942年
- 『蟲寺抄』博文館、1942年
- 『乙女抄』偕成社、1942年
- 『筑紫日記』小学館、1942年
- 『山の動物』（童話）小学館、1943年
- 『萩の帖』全国書房、1943年
- 『木洩日』六芸社、1943年
- 『神国』全国書房、1943年
- 『我友』博文館、1943年
- 『余花』昭南書房、1944年
- 『三吉ものがたり』新洋社、1946年
- 『山の動物』小学館、1946年
- 『作家の手記』養徳社、1946年
- 『信濃の歌』清水書房、1946年
- 『女の図』大日本雄弁会講談社、1947年
- 『世界』（小説集）東京出版、1947年
- 『玉章』共立書房、1947年
- 『山鳥集』桜井書店、1947年
- 『オランダとけいとが』（童話集）小学館、1948年
- 『五つの城』東西社、1948年
- 『みえ』実業之日本社、1948年
- 『童笛を吹けども』弘文堂書房、1948年
- 『童女菩薩』酣灯社、1948年
- 『狩衣』玄文社、1948年
- 『氷った女』クラルテ社、1948年
- 『或る少女の死まで』岩波文庫、1952年
- 『あにいもうと・山吹』角川文庫、1953年
- 『黒髪の書 犀星近作集』新潮社、1955年
- 『幼年時代・あにいもうと』新潮文庫、1955年
- 『妙齢失はず』新潮社、1956年
- 『三人の女』新潮社、1956年
- 『陶古の女人』三笠書房、1956年
- 『舌を噛み切った女』河出新書、1956年 のち新潮文庫
- 『少女の野面』鱒書房（コバルト新書）、1956年
- 『杏つ子』新潮社、1957年 のち文庫
- 『夕映えの男』大日本雄弁会講談社、1957年
- 『つゆくさ』筑摩書房、1958年
- 『生きるための橋』実業之日本社、1959年
- 『蜜のあはれ』新潮社、1959年
- 『かげろふの日記遺文』講談社、1959年 のち角川文庫
- 『火の魚』中央公論社、1960年 - 『蜜のあはれ』を装丁した栃折久美子をモデルとした小説[16]
- 『告ぐるうた』講談社、1960年
- 『二面の人』雪華社、1960年
- 『草・簪・沼 小説集』新潮社、1961年
- 『古事記物語』小学館（少年少女世界名作文学全集）、1962年
- 『はるあはれ』中央公論社、1962年
- 『宿なしまり子』角川書店、1962年
- 『われはうたへどもやぶれかぶれ』講談社、1962年

### 評論・随筆
- 『新らしい詩とその作り方』文武堂書店、1918年
- 『魚眠洞随筆』新樹社、1925年
- 『庭を造る人』改造社、1927年
- 『天馬の脚』改造社、1929年
- 『庭と木』武蔵野書院、1930年
- 『茱萸の酒』（随筆集）岡倉書房、1933年
- 『文芸林泉』（随筆集）中央公論社、1934年
- 『慈眼山随筆』竹村書房、1935年
- 『復讐』竹村書房、1935年
- 『随筆文学 犀星随筆集』三笠書房、1935年
- 『印刷庭苑 犀星随筆集』竹村書房、1936年
- 『薔薇の羹』改造社、1936年
- 『駱駝行』（随筆集）竹村書房、1937年
- 『作家の手記』河出書房、1938年
- 『あやめ文章』作品社、1939年
- 『一日も此君なかるべからず 室生犀星随筆集』人文書院、1940年
- 『花霙』豊国社、1941年
- 『芭蕉襍記』三笠書房、1942年
- 『残雪』竹村書房、1942年
- 『日本の庭』朝日新聞社、1943年
- 『乳房哀記』コバルト社、1946年
- 『信濃山中』全国書房、1946年
- 『残雪』清水書房、1946年
- 『泥孔雀 随筆』沙羅書房、1949年
- 『随筆 女ひと』新潮社、1955年、のち文庫、岩波文庫
- 『続随筆 女ひと』新潮社、1956年、のち文庫
- 『誰が屋根の下』（随筆）村山書店、1956年
- 『李朝夫人』村山書店、1957年
- 『我が愛する詩人の伝記』中央公論社、1958年、新編2021年[17]、のち角川文庫、新潮文庫、中公文庫
  - 『中央公論』で連載中に佐藤惣之助の遺族から抗議があり、佐藤の章は未収録。
- 『刈藻』清和書院、1958年
- 『現代人の日本史 平安遷都』河出書房新社、1959年
- 『硝子の女』（随筆）新潮社、1959年
- 『室生犀星集』日本書房（現代知性全集）、1960年
- 『翡陶』有信堂、1960年
- 『生きたきものを』中央公論社、1960年
- 『黄金の針 女流評伝』中央公論社、1961年
- 『四角い卵』（随筆）新潮社、1962年
- 『好色』筑摩書房、1962年
- 『憑かれたひと 二つの自伝』冬樹社、1972年

### 文庫・新編版
- 『犀星王朝小品集』岩波文庫、1984年
- 『かげろうの日記遺文』講談社文芸文庫、1992年、改版2012年
- 『蜜のあわれ・われはうたえどもやぶれかぶれ』講談社文芸文庫、1993年
- 『加賀金沢・故郷を辞す』講談社文芸文庫、1993年
- 『あにいもうと・詩人の別れ』講談社文芸文庫、1994年
- 『抒情小曲集・愛の詩集』講談社文芸文庫、1995年
- 『或る少女の死まで 他二篇』岩波文庫 改版2003年
- 『室生犀星集 童子』東雅夫編、ちくま文庫・文豪怪談傑作選 2008年
- 『哈爾浜詩集・大陸の琴』講談社文芸文庫 2009年
- 『庭をつくる人』ウェッジ（文庫判）、2009年
- 『天馬の脚』ウェッジ（文庫判）、2010年
- 『深夜の人・結婚者の手記』講談社文芸文庫 2012年
- 『蜻蛉日記 現代語訳』岩波現代文庫 2013年 - 元版は河出書房『王朝日記随筆集』ほかに収録
- 『わが肌に魚まつわれり―室生犀星百詩選』宮帯出版社 新書 2016年
- 『我が愛する詩人の伝記』講談社文芸文庫、2016年
- 『室生犀星俳句集』岸本尚毅編、岩波文庫、2022年

### 校歌作詞
- 金石町小学校
- 菊川町小学校
- 中村町小学校
- 南加瀬小学校
- 野町小学校
- 小将町中学校
- 金沢大学附属小学校
- 金沢大学附属高校
- 金沢大学
- 金沢大学薬学部（学生歌）
- 金沢美術工芸大学
- 旧金沢高等師範学校
- 旧湯沢町立湯沢小学校
- 東京都大田区立馬込小学校
- 東京都大田区立馬込第三小学校
- 東京都大田区立萩中小学校
- 東京都北区立田端中学校
- 富山県立砺波高等学校
- 海南市立日方小学校
- 普連土学園
- 長野県軽井沢高等学校

## 交友
- 萩原朔太郎
- 相川俊孝
- 芥川龍之介
- 中野重治
- 堀辰雄
- 伊藤信吉
- 森茉莉
- 萩原葉子
- 桂井未翁
- 尾山篤二郎
- 岡谷天芥

## 派生関連本
- 清家雪子『月に吠えらんねえ』月刊アフタヌーン 2013年~2019年 - 室生犀星の作品から受けた印象をキャラクター化した「犀」という人物が主要人物として登場する